# Ulica Henryka Sienkiewicza w Katowicach

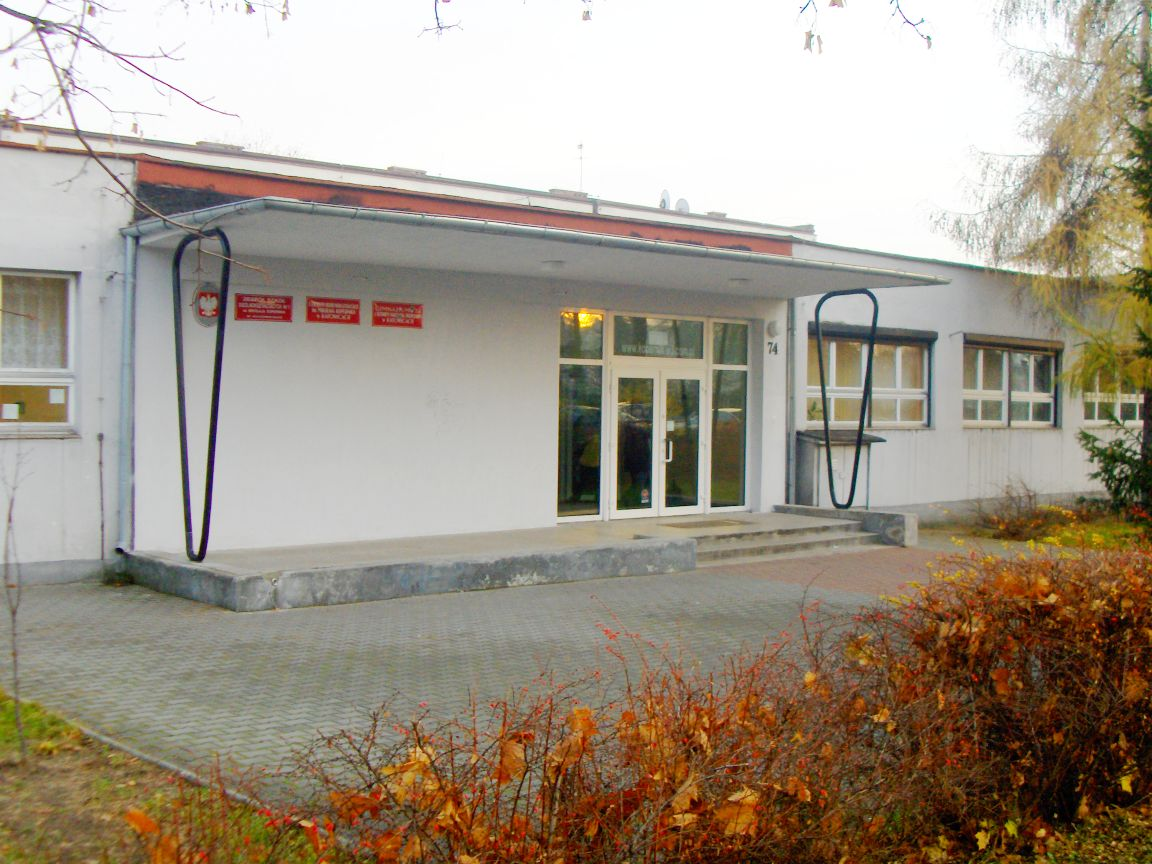
ZSO nr 1 im. Mikołaja Kopernika

Ulica Henryka Sienkiewicza w Katowicach − jedna z ulic w katowickiej dzielnicy Śródmieście. Jest to ulica położona w układzie południkowym. Rozpoczyna swój bieg od ul. Wojewódzkiej, krzyżuje się z ul. Henryka Dąbrowskiego, ul. Jagiellońską, ul. Juliusza Ligonia. Za skrzyżowaniem z ul. Powstańców znajduje się cmentarz, tam ulica kończy swój bieg.

## Historia
W 1911 przy ulicy założono cmentarz. Na ścianie cmentarnej kaplicy 11 listopada 1995 umieszczono tablicę pamiątkową ku czci katowickich więźniów obozów koncentracyjnych. W latach międzywojennych przy ulicy swoją siedzibę miały: Śląskie Kamieniołomy (pod numerem 3), skład kolonialny Oskara Zipsera (ul. H. Sienkiewicza 36), Górnośląska Fabryka Walców Drukarskich Masy Walcowej (pod numerem 23), firma telefoniczna "Zapotel" (ul. H. Sienkiewicza 24). Od 1945 pod numerem 11 działało przedsiębiorstwo Chemikal, produkujące lampki nagrobkowe. W górnej części ulicy, powyżej ul. Powstańców i tzw. "Korfantówki" a naprzeciw cmentarza wybudowano charakterystyczny ciąg piętrowych domków (nr. 50-72), będących w latach międzywojennych własnością katowickiego Magistratu - do dziś istnieją numery 56-72.
W 1966 r. do nowo wzniesionego gmachu szkolnego ("Tysiąclatka" nr 1111) przeniesiono z ul. Wita Stwosza I LO im. M. Kopernika (obecnie ZSO nr 1 im. Mikołaja Kopernika). 8 kwietnia 2011 r. w budynku tym odsłonięto pamiątkową tablicę, poświęconą absolwentce tej szkoły, Krystynie Bochenek.
W okresie Rzeszy Niemieckiej (do 1922) i w latach niemieckiej okupacji Polski (1939−1945) ulica nosiła nazwę Gustav Freitag Straße.

## Obiekty i instytucje
Przy ul. Henryka Sienkiewicza znajdują się następujące historyczne obiekty:
- kaplica cmentarna (na terenie cmentarza przy ul. H. Sienkiewicza), wybudowana w pierwszej ćwierci XX wieku w stylu historyzmu[9];
- narożna kamienica mieszkalna (ul. H. Sienkiewicza 2, ul. Wojewódzka 15)[9];
- kamienica mieszkalna (ul. H. Sienkiewicza 3)[9];
- kamienica mieszkalna (ul. H. Sienkiewicza 4)[9];
- kamienica mieszkalna (ul. H. Sienkiewicza 5)[9];
- kamienica mieszkalna (ul. H. Sienkiewicza 6)[9];
- kamienica mieszkalna (ul. H. Sienkiewicza 7-11, ul. H. Dąbrowskiego 10)[9];
- kamienica mieszkalna (ul. H. Sienkiewicza 8)[9];
- narożna kamienica mieszkalna (ul. H. Sienkiewicza 10, ul. H. Dąbrowskiego 15)[9];
- kamienica mieszkalna (ul. H. Sienkiewicza 12)[9];
- narożna kamienica mieszkalna (ul. H. Sienkiewicza 13, ul. H. Dąbrowskiego 9)[9];
- kamienica mieszkalna (ul. H. Sienkiewicza 14, 16)[9];
- kamienica mieszkalna (ul. H. Sienkiewicza 15)[9];
- kamienica mieszkalna (ul. H. Sienkiewicza 17)[9];
- narożna kamienica mieszkalna (ul. H. Sienkiewicza 18, ul. Jagiellońska 24)[9];
- narożna kamienica mieszkalna (ul. H. Sienkiewicza 19, ul. Jagiellońska 22)[9]; w pierwszej połowie lat 30. XX w. mieszkał w niej m.in. botanik Marian Koczwara, wówczas pracownik Muzeum Śląskiego w Katowicach[3];
- kamienica mieszkalna (ul. H. Sienkiewicza 20)[9];
- narożna kamienica mieszkalna (ul. H. Sienkiewicza 21, ul. Jagiellońska 19)[9];
- kamienica mieszkalna (ul. H. Sienkiewicza 22)[9];
- kamienica mieszkalna (ul. H. Sienkiewicza 23)[9];
- kamienica mieszkalna (ul. H. Sienkiewicza 24)[9];
- kamienica mieszkalna (ul. H. Sienkiewicza 25)[9];
- kamienica mieszkalna (ul. H. Sienkiewicza 27)[9];
- narożna kamienica mieszkalna (ul. H. Sienkiewicza 29, ul. J. Ligonia 36)[9];
- zespół kamienic mieszkalnych (ul. H. Sienkiewicza 33, 35, 37)[9];
- kamienica mieszkalna (ul. H. Sienkiewicza 36)[9];
- narożna kamienica mieszkalna (ul. H. Sienkiewicza 45, ul. Powstańców 21)[9].

Przy ulicy swoją siedzibę mają: Zespół Szkół Ogólnokształcących nr 1 im. Mikołaja Kopernika, siedziba Katowickiej Specjalnej Strefy Ekonomicznej S.A., Górnośląskie Towarzystwo Charytatywne, oddział Komunalnego Zakładu Gospodarki Mieszkaniowej, kancelarie adwokackie, ogrzewalnia dla bezdomnych, Pojednanie i Przyszłość − Niemiecka Wspólnota oraz dwa sąsiadujące ze sobą cmentarze parafialne Kościoła pw. św. Piotra i Pawła oraz katowickiej parafii mariackiej.